# Édith Lejet
Édith Lejet, née le 19 juillet 1941 à Paris où elle est morte le 15 juillet 2024, est une compositrice française.

## Biographie
Élève de Marcel Beaufils (esthétique), d’Henri Challan (harmonie), de Marcel Bitsch (contrepoint et fugue), Jean Rivier puis André Jolivet (composition) au Conservatoire national supérieur de musique et de danse de Paris. Elle a été pensionnaire de la Casa Velasquez à Madrid de 1968 à 1970. Elle mène ensuite une carrière d’enseignement de l'harmonie de 1970 à 1972 puis devient professeur au Conservatoire national supérieur de musique et de danse de Paris. En 2004, elle est nommée professeur de composition à l'École normale de musique de Paris-Alfred Cortot.

## Œuvres

### Instrument solo
- Cinq pièces brèves pour piano (1965), inédit, 7 min
- Trois eaux-fortes pour piano (1990-1992), ed. Amphion, 10 min
- Fleurs d’opale pour piano (1997) ed. Lemoine, 6 min
- Triptyque pour orgue (1979), ed. Lemoine, 18 min
- Ave Maria pour orgue (1988), ed. J.M. Fuzeau, 3 min 21 s
- Métamorphoses pour harpe (1981) ed. Transatlantiques, 4 min
- De lumière et de cieux embrasés pour harpe (2010) ed. Lemoine, 5 min
- Deux soliloques pour cor (1991), ed. Amphion, 6 min
- Volubilis pour violoncelle (1981), ed. Amphion, 7 min
- La houle à l’assaut des récifs pour violoncelle (2010), ed. Lemoine, 6 min
- Palette pour percussion (1973), ed. Heugel, 3 min
- Gémeaux pour guitare, Trois Figures du Zodiaque, no 1 (1978), ed. Amphion, 5 min 30 s
- Contrastes et Couleurs pour guitare (1983), ed. Transatlantiques, 2 min 45 s
- Lion pour guitare, Trois Figures du Zodiaque, no 2 (1991), ed. Max Eschig, 3 min 30 s
- Balance pour guitare, Trois Figures du Zodiaque, no 3 (1982), ed. Transatlantiques, 6 min
- America pour guitare (1987), inédit, 5 min 30 s
- La voix des voiles pour guitare (1989), ed. Max Eschig, 4 min

### Duos
- Musique pour trombone et piano (1972), ed. Billaudot, 5 min
- Quatre pièces en duo pour contrebasse et piano (1975), ed. Alphonse Leduc, 5 min
- Méandres pour saxhorn, tuba ou trombone basse et piano (1976), ed. Billaudot, 5 min 30 s
- Saphir pour saxophone (baryton et alto) et piano (1982), inédit, 10 min
- Emeraude et Rubis pour deux flûtes (1982), ed. Transatlantiques, 3 min
- Jade pour saxophone alto et percussion (1983), ed. Salabert, 2 min 30 s
- Trois petits préludes pour saxophone alto et piano (1985), ed. Lemoine, 10 min
- Tourbillons pour clarinette et piano (1986), ed. Billaudot, 4 min 30 s
- Almost a song pour guitare et alto (1995), ed. Eschig, 7 min
- Parcours en duo pour saxophone baryton et percussion (2001), inédit, 8 min 30 s
- Bruit de l’eau sur de l’eau pour deux violons (2009), ed. Lemoine, 5 min

### Musique de chambre
- Musique pour trompette et quintette de cuivres (1968), ed. Billaudot, 13 min
- Quatuor de saxophones (1974), ed. Billaudot, 13 min
- Aube marine pour quatuor de saxophones (1982), ed. Lemoine, 7 min
- Echoes in the valley pour violon, clarinette et piano (1995), inédit, 10 min

### Musique pour orchestre ou groupes instrumentaux
- Monodrame pour violon et orchestre (1969), ed. Billaudot, 18 min
- Espaces nocturnes pour huit instrumentistes, éd. Radio-France, 17 min
- Harmonie du soir pour douze cordes (1975-1977), inédit, 15 min
- Ressac pour orchestre symphonique (1985), ed. Leduc, 10 min
- Cérémonie pour ensemble de saxophones (1986), ed. Lemoine, 4 min
- Améthyste pour douze cordes (1990), inédit, 9 min 30 s
- Des fleurs en forme de diamants pour guitare solo et 7 instruments (1997, révision en 2003), inédit, 10 min
- Diptyque pour orgue et cordes (2002-2003), inédit, 12 min
- Toute la nature sort de l’or pour 15 instruments (2009), inédit, 7 min

### Musique vocale et chorale
- Quatre mélodies sur le Poème de Cante Jondo de Federico Garcia Lorca pour mezzo ou soprano et piano (1965), inédit, 7 min 30 s
- Le journal d’Anne Frank pour chœur de femmes et 8 instrumentistes (1968-1970), ed. Billaudot, 27 min
- L’homme qui avait perdu sa voix pour 4 voix et 11 instrumentistes. Livret de René David. (1984), ed. Radio-France, 35 min
- Les mille-pattes pour chœur d’enfants et instruments (1989), Livret de René David. ed. Lemoine, 13 min
- Les rois-mages pour 6 voix, chœurs et 11 instrumentistes (1987-1989), ed. Amphion, 60 min
- Sept chants sacrés pour 12 voix de femmes et orgue (1990-2003), inédit, 15 min
- Trois chants pour un Noël pour chœur à voix égales et accompagnement instrumental (1995), inédit, 7 min 30 s
- Missa brevis pour chœurs et orgue (1996), inédit, 12 min
- Psaume de joie pour chœur mixte, percussion et contrebasse (1998), inédit, 10 min
- L’herbier de Colette pour soprano et piano (2004-2006), inédit, 20 min
- Le Noël du grillon pour douze voix de femmes et trois instruments (2007), inédit, 8 min

## Distinctions
- Prix Bleustein-Blanchet de la Vocation en 1967
- Prix Florence Gould (Académie des Beaux-Arts, Paris)
- Prix de la Fondation William and Nomma Copley (Chicago)
- Prix Hervé Dugardin (SACEM, Paris)
- Second grand prix de Rome en 1968
- Prix de musique de chambre de la SACEM en 1979.
- Professeur honoraire au Conservatoire national supérieur de musique et de danse de Paris (Cité de la musique)
- Professeur de composition à l'École normale de musique de Paris Alfred-Cortot
- Prix Nadia et Lili Boulanger (Académie des Beaux-Arts, Paris) en 2003